# ギデオン・マンテル
ギデオン・アルジャーノン・マンテル（Gideon Algernon Mantell、1790年2月3日 - 1852年11月10日）は、19世紀前半にイグアノドンの歯の化石を発見し、その研究・同定を行ったイギリス人の医師である。恐竜を最初に発見した人物として知られる。地質学や古生物学の造詣が深く、晩年まで熱心に研究を続けた。王立協会フェロー。

## 生い立ち
1790年2月3日、マンテルはサセックス州（現イースト・サセックス州）のルイスで靴屋の息子として生まれた。1805年、彼はルイスの外科医に弟子入りし、1811年には王立外科医学会 (Royal College of Surgeons) の会員として医師免許を授かった。そして1816年にはメアリー・アン・ウッドハウス (Mary Ann Woodhouse) と結婚し、開業の準備を整え、ルイスのリングマー (Ringmer) にあった王立砲兵病院 (Royal Artillery Hospital) と契約して同病院の出張医師となった。
マンテルは非常によく働き、あるときは産科医として、またあるときは内科医や外科医として日々の職務に忙殺された。特に1816-19年にイギリスでチフスが大流行した際には、多いときは一日60人もの患者を診ていた。このようにルイス近郊で医師として忙しい毎日を送っていたものの、早朝など時間が空いた際には趣味の地質学に没頭していた。こつこつと地質学の研究を進め、1813年にはルイス周辺の地質に関してまとめた彼にとって初めての論文を出版した。

## イグアノドンの歯を同定するまでの経緯

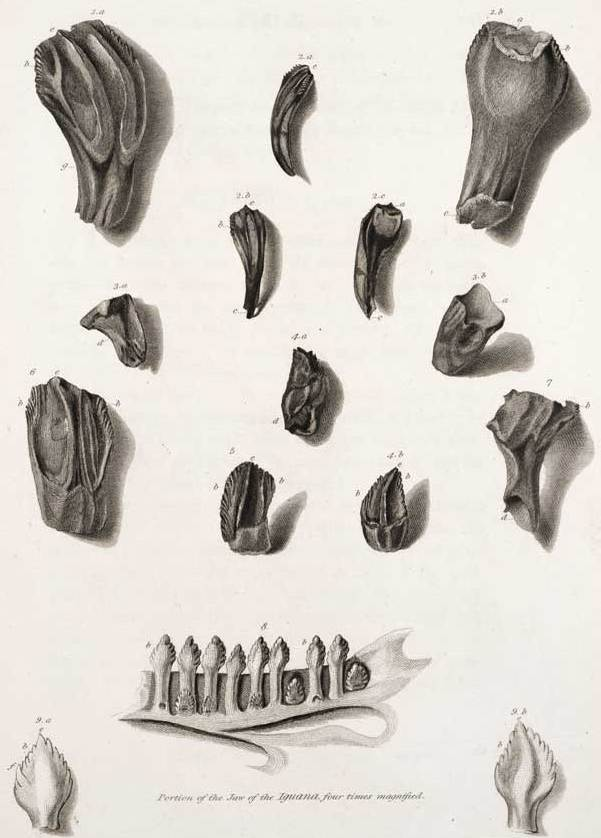
1825年のイグアノドンに関するマンテルの論文に描かれたイグアノドンの歯の化石。下にスケッチされているのは現生のイグアナの顎である。

1811年、ドーセット州のライム・リージス (Lyme Regis) 村に住むメアリー・アニングは、あたかも巨大なクロコダイルのような、後にイクチオサウルスと名付けられる魚竜の化石を発見し話題となった。マンテルはこの衝撃的な出来事に触発され、彼の住む地域で見つけられる動物や植物の化石に多大な関心を払うようになった。彼は特有の石灰岩質で覆われているウェールド (Weald) 一帯で見つかる化石を収集した。その地層は中生代白亜紀前期に形成されたもので、円石藻をはじめとする海生生物の化石を含んでいた。

1819年頃には、クックフィールド近くのホワイトマンズ・グリーン (Whitemans Green) にある採石場から化石を得るようになり始める。それまで知られていたイギリスの白亜紀の化石が全て海生のものであったにもかかわらず、そこで採取された化石には同年代にその土地が陸地や汽水域だったことを示すものがあった。彼はその特徴的な地層が歴史的な森林地帯にあることにちなみティルゲート・フォレスト (Tilgate Forest) 層と名付けた。後にこの層は白亜紀後期に属することが示された。
1820年頃、マンテルはクックフィールドでとても大きな骨の化石を見つけるようになる。それらはウィリアム・バックランドがオックスフォードシャー州のストーンズフィールド(Stonesfield) 村で見つけた化石（後にメガロサウルスと名付けられる）よりも大きかった。1822年、執筆中の『サウスダウンの化石』 (The Fossils of South Downs) という題名の本が完成する直前に、彼は同定不能ないくつかの大きな歯の化石を発見する。これこそが後にイグアノドンの歯と同定された化石である。
  
その前年の1821年、マンテルは次回執筆する本としてサセックスの地層を主題としたものを計画し、購入希望者を募っていた。するとすぐに200人から申し出があり、驚くべきことにその中には時のイギリス王ジョージ4世も名を連ねていたのである。マンテルはそれによって自信を持ち、発見した歯を他の科学者にも見てもらうことにしたが、期待に反してその答えはどれも的を外しており、魚か哺乳類の歯だと言う人や、白亜紀の地層から出土したものではないと判断する人がほとんどであった。著名なフランスの博物学者で解剖学にも精通していたジョルジュ・キュヴィエでさえ、その歯はサイのものであると断定した。
それでもマンテルはその歯が中生代のものであると信じて調査を続け、それがイグアナの歯にそっくりなことを発見した。しかし、その大きさはイグアナの歯の20倍はあり、その事実から歯の持ち主は全長18mもの巨体であると推論された。

## イグアノドンの承認
マンテルは歯が中生代のものだと証明するために地層を丹念に調べたが、他の科学者を納得させるまでにはしばらくの時間を要した。後に恐竜の名付け親となるリチャード・オーウェンでさえその歯は哺乳類のものだと主張しマンテルと対立していた。
苦労の末にマンテルの意見が認められた後、遂に歯の持ち主に名前を付けることになった。彼は初めイグアナサウルス (Iguanasaurus) と命名しようとしたが、イギリスの地質学者ウィリアム・ダニエル・コニベア から、その名称は現生のイグアナの名称でもあると手紙で指摘を受け、コニベアの代替案であるイグアノドンの名を採用することにした。そうして1825年にイグアノドンは正式に種として承認されたのである。

その後、マンテルは自説を証明するに足る化石を収集し、イグアノドンの前肢が後肢よりもだいぶ短いことを発見し、それがいかなる哺乳類にも当てはまらないことを示した。また、オーウェンが様々な生物の一部だと同定していたいくつかの化石は、実は全てイグアノドンの脊椎であると主張した。新しい恐竜も発見し、それをヒラエオサウルスと名付けた。これは先史時代の爬虫類として多くの人々に受け入れられることとなった。

## 大発見の後
1833年、マンテルはブライトンに引越した。しかし、その時の彼は破産寸前であり、薬剤や器機も買えないため医師として活動することが難しくなっていた。そんな折、町の議会から自宅を博物館に改装して彼のコレクションを展示してはどうかと話を持ちかけられ、熱心な勧めもあって彼はそれを実行することにした。しかし、マンテルは入場料をサービスして無料にしてしまう癖があったため、博物館は結局経営が破綻した。そうして1838年、彼は自分の全てのコレクションを大英博物館に売らざるを得ない状況となり、それらは5000ポンドの提示に対し4000ポンドで売却されることとなった。その後は南ロンドンのクラハム・コモン (Clapham Common) に移り、医師としての仕事を続けた。

この後、マンテルにとって辛い出来事が続く。1839年、妻メアリーは彼を見限って出て行った。同じ年、息子ウォルター・マンテル (Walter Mantell) はニュージーランドへと移住してしまう。さらにマンテルの傷心を深くしたのは、1840年の娘ハンナ (Hannah) の死であった。

1841年、クラハムコモンで彼はひどい馬車事故に遭い、脊椎を損傷し手足が麻痺するようになってしまう。それでも身体の麻痺と絶え間ない痛みに耐えつつ研究を続け、死の間際までいくつかの本と論文を発表した。1844年にはピムリコに移ったが、そこで痛みを紛らわすためにアヘンに手を出した。

1852年、マンテルは急性アヘン中毒に陥り昏倒し、その日の午後に亡くなった。検死の結果、彼の脊椎は歪曲しており、事故後ずっと痛みに苦しんでいたことがわかった。彼のライバルであったリチャード・オーウェンはマンテルの脊椎の一部を取り出し、王立外科医科大学の棚に保存していたが、第二次世界大戦のドイツ軍の爆撃によって行方不明となった。
現在、マンテルはウェスト・ノーウッド墓地 (West Norwood Cemetery) に葬られている。2000年、彼の発見と古生物学界に与えた功績を称えてクックフィールドのホイットマンズ・グリーンにマンテルの記念碑が設立された。その場所こそ、マンテルが1822年に初めてイグアノドンの化石を発見した場所である。